# Enzo Dell’Aquila
Vincenzo Dell’Aquila, Pseudonym Vincent Eagle, (* 1935 in Neapel) ist ein italienischer Drehbuchautor und Filmregisseur.

## Leben
Nach dem Abschluss am Centro Sperimentale di Cinematografia, wo er gemeinsam mit Fernando Di Leo studiert und den Kurzfilm Un cuore per odiarvi gedreht hatte, inszenierte Dell’Aquila 1963 eine Episode von Gli eroi di ieri, di oggi e di domani und wandte sich dann hauptsächlich dem Verfassen von Drehbüchern zu. Bis 1969 entstanden vor allem Skripte zu Spaghettiwestern; auch eine seiner beiden eigenständigen Regiearbeiten fiel 1967 in dieses Genre. Zu Beginn der 1970er Jahre ging Dell’Aquila zum Fernsehen; dort war er u. a. für die Sendung „L'altra Domenica“ verantwortlich. 1981 inszenierte er bei der RAI „Rosso Tiziano“.

## Filmografie
- 1963: Gli eroi di ieri, di oggi e di domani (eine Episode, auch Regie)
- 1966: Die 7 Pistolen des McGregor (7 pistole per i MacGregor)
- 1966: Töte, Ringo, töte (Uno sceriffo tutto d'oro)
- 1967: Eine Kugel für Mac Gregor (7 donne per i Mac Gregor)
- 1967: Ein Stoßgebet für drei Kanonen (Professionisti per un massacro)
- 1968: Einladung zum Totentanz (…E venne il tempo di uccidere) (auch Regie)
- 1968: Den Geiern zum Fraß (All'ultimo sangue)
- 1969: Sartana – Töten war sein täglich Brot (Sono Sartana, il vostro becchino)